# Enrico Rivolta
Enrico Rivolta (ur. 29 czerwca 1905 w Mediolanie, zm. 18 marca 1974 tamże) – włoski piłkarz, który występował na pozycji pomocnika. 
W latach 1928–1929 reprezentant Włoch. Złoty medalista Pucharu Europy Środkowej 1927–1930, brązowy medalista Igrzysk Olimpijskich 1928.

## Sukcesy

### Inter Mediolan
- Mistrzostwo Włoch: 1929/1930

### Reprezentacyjne
- Puchar Europy Środkowej: 1927/1930
- Igrzyska olimpijskie: Brązowy medal (1928)